# Osnabrück
Osnabrück és una ciutat alemanya de l'antic Regne de Prússia, província de Hannover, capital de la regència i cercles del seu nom, situada en una fèrtil vall a la vora del riu Hase, a 65 m sobre el nivell del mar i amb 163.285 h. el 2006.

## Edificis

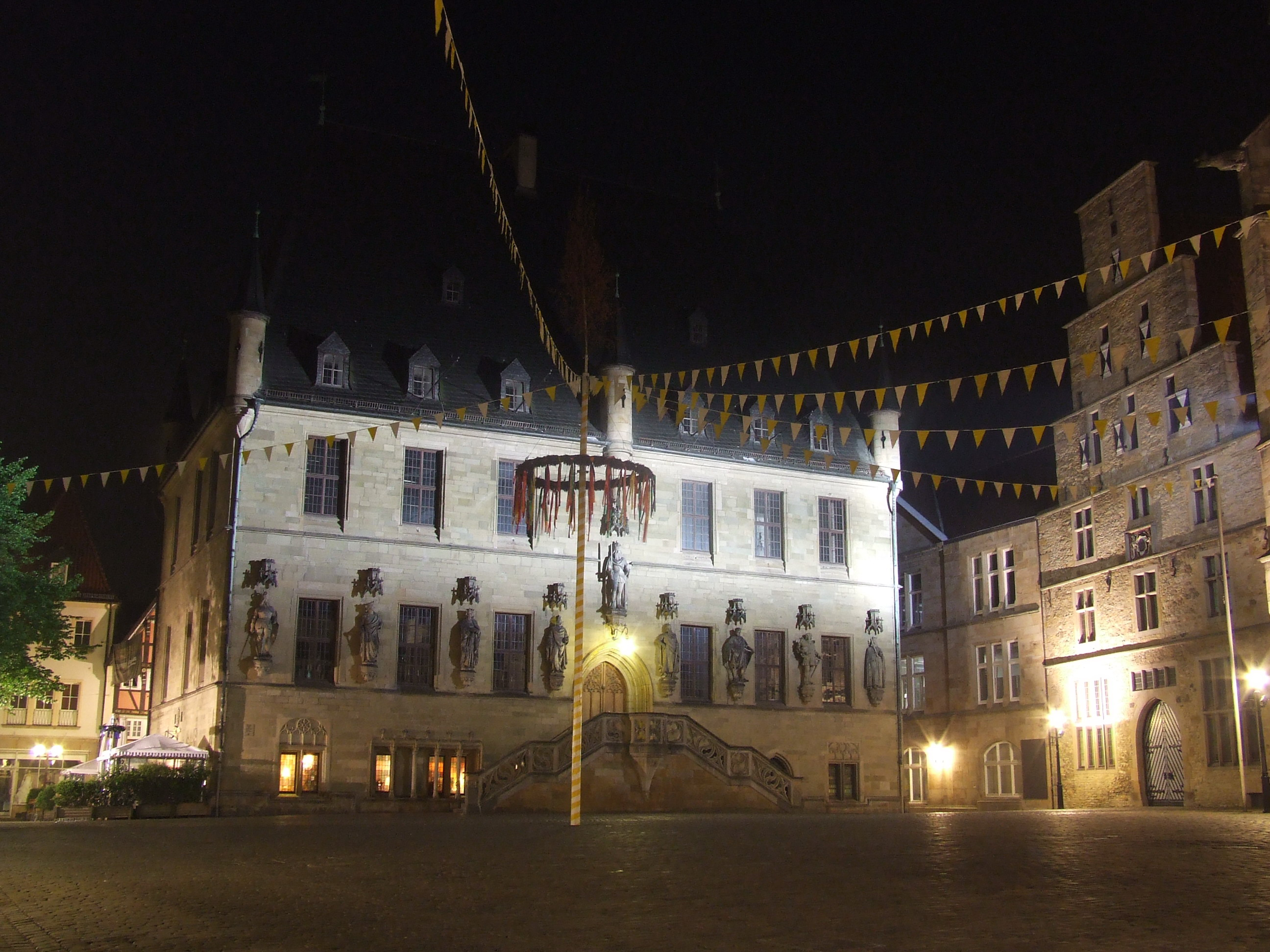
Ajuntament d'Osnabrück

La part antiga de la ciutat està formada per estrets carrers i tortuoses i reduïdes places en què hi ha alguns edificis notables. Els principals són: L'Ajuntament, amb un monument a Stüve; el mercat i el Palau de Justícia. La part més moderna, en canvi té, carrers amples i rectes, boniques avingudes i parcs. Entre els edificis religiosos figuren la gran catedral catòlica en la part vella de la ciutat, de la primera meitat del segle xiii, amb ric tresor i relíquies, i les esglésies gòtiques de Santa Maria i Santa Caterina, i la de Sant Joan. Un edifici curiós és el Rathaus (segle XV), on si conserven els retrats dels 44 delegats i altres records de la Pau de Westfàlia.

## Indústria
Les indústries principals d'Osnabrück són, a més de la metal·lúrgica (que té una associació minera formada per les explotacions de Georg-Marienhütte, Eisen-und-Stahlwerk d'Osnabrück i les mines de Piesberg), la fàbrica de cilindres i filferros, maquinària, filatures de cànem, teixits de cotó, veles, pell adobada, paper, cel·luloide, productes químics, rellotges, orgues i pianos, etc.

## Comerç
Aquest ram té com a principals articles les manufactures de ferro, roba de vestir, drogues, fusta, cereals, etc.

## Transport

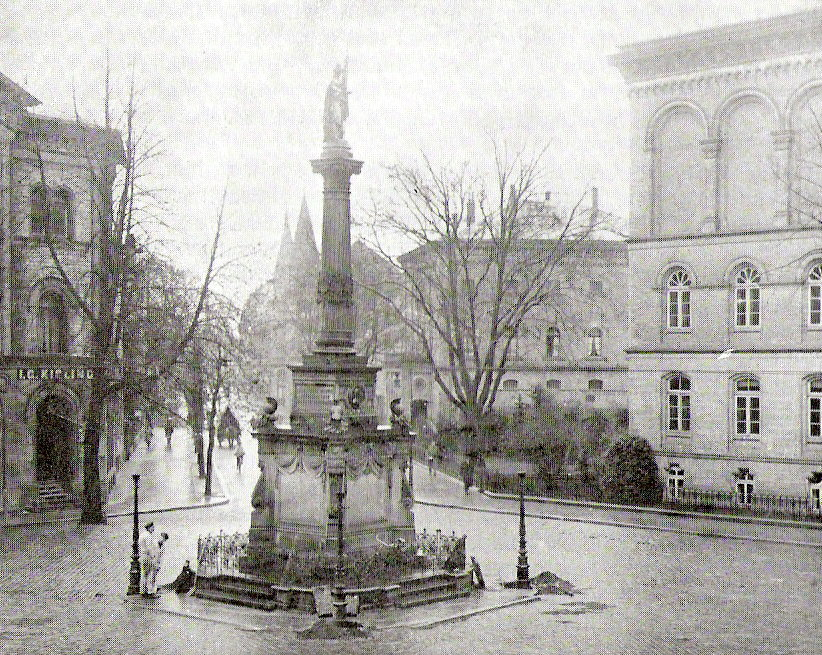
La Straßenburger Platz d'Osnabrück als anys 1930, amb l'antiga Stadthalle o casal municipal

El trànsit de la ciutat està servit per una extensa xarxa d'autobusos i una bona estació de tren, que és punt de connexió de les línies fèrries Münster-Bremen-Lögne-Rheine, Osnabrück-Piesberg, Brachwede-Osnabrück, Osnabrück-Oldenburg, etc.

## Cultura i benestar social
Les seves institucions de cultura i benestar social són: el gimnàs catòlic i evangèlic, gimnàs i escola professional i de comerç, els seminaris catòlic i evangèlic, l'Institut per a sord-muts, dos orfenats, el Museu, el teatre i un Manicomi provincial.
És la ciutat natal de Justus Möser, del ministre Stüve i del conegut escriptor Eric Maria Remarque.
Osnabrück, ciutat de la qual ja se'n parla l'any 772, entrà en la Lliga de les ciutats hanseàtiques, i a pesar de la dominació episcopal, gaudí fins al segle xviii d'una sèrie de llibertats i franquícies. La Guerra dels Trenta Anys pertorbà el seu benestar i va interrompre la fabricació de roba de vestir, que llavors era la seva principal font de riquesa, però el segle xviii reaccionà amb força en el comerç del lli.

## Regència
La Regència d'Alemanya (antiga Prússia), província de Hannover. Té una extensió de 6.204 km² amb 359.449 h. (2006) i es divideix en 11 cercles: Aschendorf, 9.000 h. (2005), Bentheim 15.654 h. (2006), Bersenbrück 7.962 h. (2006), Hümmling, Iburg 11.652 h. (2005), Lingen 52.353 h. (2008), Melle 46.538 h. (2006), Meppen 34.580 h. (2006), Osnabrück ciutat: Osnabrück, regió i Wittlage 28.021 h. (1970). Els cercles d'Osnabrück tenen una extensió en conjunt de 674 k².

## Bisbat
Aquest bisbat fou fundat probablement el 810 per Carlemany i abraçava els territoris entre l'Ems i l'Hunte i era sufragani de l'arquebisbat de Colònia. Entre els seus bisbes hi figuren Benno II (1068-1088), fidel partidari d'Enric IV del Sacre Imperi Romanogermànic, que amb documents falsos, en un plet sobre delmes, triomfà del convent de Corvie. En temps del comte de Waldeck (1532-1553), que simultàniament era bisbe de Minden i Münster, entrà la Reforma en el bisbat; en la Pau de Westfalia (1648) s'establí que Osnabrück tindria alternativament bisbe catòlic i evangèlic, i aquest hauria de ser de la casa Brunswick-Luneburg.
L'últim bisbe evangèlic fou el duc Friedrich de York. El 1802 el bisbat fou secularitzat, passant a Hannover. Arran de la pau de Tilsit el territori passà al Regne de Westfàlia, i el 1810 a França, formant una part del departament de l'Alt Ems, i el 1815 a Hannover. L'abril de 1857 fou declarat bisbat exento i restablert; la seva jurisdicció comprèn els districtes governamentals prussians d'Osnabrück i d'Aurich i a més, la prefectura apostòlica de Slesvig-Holstein.

## Personatges il·lustres
- Friedrich Clemens Gerke.
- Jacob Pagendarm, compositor (1646-1706)
- Johann Klostermann, pintor (1656-1713)
- Justus Wilhelm Lyra, compositor musical (1822-1882)
- Felix Nussbaum, pintor (1904-1944)